# 타일러 버지
타일러 버지(Tyler Burge, 1946년~)는 미국의 철학자, 캘리포니아 대학교 로스앤젤레스(UCLA)의 철학 교수이다. 버지는 심리철학(마음의 철학), 논리의 철학, 인식론, 언어철학(언어의 철학), 그리고 철학사 등의 분야에 기여했다.

## 교육 및 경력
버지는 1971년에 프린스턴 대학교에서 철학 박사 학위를 받았으며 도널드 데이비슨과 존 월리스와 함께 일했다. 그는 그해(1971) UCLA 교수진에 합류했으며 이후 스탠포드 대학, 하버드 대학 및 MIT에서 객원 교수직을 맡아 가르쳤다. 그는 1993년부터 미국 예술과 과학 아카데미에서 선출 된 펠로우이며 1999년부터는 영국 학사원의 교신 펠로우로 활동하고 있다. 그는 2010년 장 니코드 상을 수상했다. .

## 철학적 작업
버지는 반 개체주의를 주장했다. 버지에 따르면, 반 개체주의는 많은 사람이나 동물의 정신적 종류를 구분하는 것은 반드시 그 사람이 육체적 또는 어떤 경우에는 사회적, 환경과 맺는 관계에 의존하는 것을 주장한다.
버지는 사람의 믿음이 물리적 세계에 의존한다고 비슷한 방식으로 주장한다. 그의 사고실험에서 그는 모든 생각과 신념이 광범위한 내용을 가지고 있음을 보여 주려고 시도했다.
버지는 경험적 심리학에서 많은 정보를 얻은 지각에 대한 철학적 설명을 제공하는 첫 번째 책 길이의 모노그래프를 2010년에 출판했다.
철학의 역사에서 버지는 프레게와 데카르트의 철학에 관한 논문을 발표했다.